# Saison 2025-2026 du Stade rochelais
 (juillet 2025).
Cette page présente la saison 2025-2026 du Stade rochelais en Top 14, en Champions Cup et au Supersevens.

## Effectif
L'ensemble de l'effectif pour la saison 2025/2026 du Stade rochelais.
| Nom                       | Naissance          | Nationalité sportive | Sélections (points) | Dernier club          | Arrivée au club |
| Talonneurs                | Talonneurs         | Talonneurs           | Talonneurs          | Talonneurs            | Talonneurs      |
| ------------------------- | ------------------ | -------------------- | ------------------- | --------------------- | --------------- |
| Pierre Bourgarit          | 12 septembre 1997  | France               | 17 (5)              | FC Auch               | 2017            |
| Gabin Garault*            | 26 juin 2006       | France               | -                   | Formé au club         | 2021            |
| Tolu Latu                 | 23 février 1993    | Australie            | 22 (20)             | Montpellier HR        | 2023            |
| Quentin Lespiaucq-Brettes | 16 février 1995    | France               | -                   | Section paloise       | 2022            |
| Nikolozi Sutidze          | 1er septembre 2003 | Géorgie              | -                   | Formé au club         | 2021            |
| Piliers                   |                    |                      |                     |                       |                 |
| Uini Atonio               | 26 mars 1990       | France               | 68 (10)             | Counties Manukau      | 2011            |
| Gael Galván*              | 11 février 2005    | Argentine            | -                   | Pampas XV             | 2025            |
| Alexandre Kaddouri*       | 12 décembre 2003   | France               | -                   | Formé au club         | 2024            |
| Aleksandre Kuntelia       | 26 juin 2002       | Géorgie              | 7 (5)               | Formé au club         | 2022            |
| Louis Penverne            | 22 février 2003    | France               | -                   | Formé au club         | 2022            |
| Joel Sclavi               | 25 juin 1994       | Argentine            | 29 (20)             | Jaguares XV           | 2021            |
| Karl Sorin*               | 7 août 2003        | France               | -                   | Formé au club         | 2018            |
| Reda Wardi                | 2 août 1995        | France               | 17 (0)              | AS Béziers            | 2019            |
| Deuxièmes lignes          |                    |                      |                     |                       |                 |
| Ultan Dillane             | 9 novembre 1993    | Irlande              | 19 (5)              | Connacht              | 2022            |
| Kane Douglas              | 1er juin 1989      | Australie            | 31 (0)              | Union Bordeaux Bègles | 2024            |
| Simon Huchet*             | 7 avril 2004       | France               | -                   | Formé au club         | 2018            |
| Charles Kante Samba*      | 8 février 2005     | France               | -                   | Formé au club         | 2021            |
| Thomas Lavault            | 3 mai 1999         | France               | 2 (0)               | Formé au club         | 2019            |
| Will Skelton              | 3 mai 1992         | Australie            | 35 (10)             | Saracens              | 2020            |
| Troisièmes lignes aile    |                    |                      |                     |                       |                 |
| Lucas Andjisseramatchi*   | 12 avril 2006      | France               | -                   | RC Massy              | 2024            |
| Levani Botia              | 14 mars 1989       | Fidji                | 31 (35)             | Namosi                | 2014            |
| Paul Boudehent            | 21 novembre 1999   | France               | 19 (25)             | Formé au club         | 2018            |
| Judicaël Cancoriet        | 25 avril 1996      | France               | 5 (0)               | ASM Clermont          | 2023            |
| Matthias Haddad           | 10 mars 2001       | France               | -                   | Formé au club         | 2020            |
| Oscar Jégou               | 31 mai 2003        | France               | 6 (5)               | Formé au club         | 2023            |
| Édouard Richer*           | 17 avril 2004      | France               | -                   | Formé au club         | 2024            |
| Troisièmes lignes centre  |                    |                      |                     |                       |                 |
| Grégory Alldritt          | 23 mars 1997       | France               | 56 (30)             | FC Auch               | 2017            |
| Demis de mêlée            |                    |                      |                     |                       |                 |
| Thomas Berjon             | 12 avril 1998      | France               | -                   | Formé au club         | 2018            |
| Temanatua Boichot*        | 19 mars 2006       | France               | -                   | Formé au club         | 2015            |
| Nolhann Couillaud*        | 8 décembre 2006    | France               | -                   | Formé au club         | 2017            |
| Nolann Le Garrec          | 14 mai 2002        | France               | 13 (41)             | Racing 92             | 2025            |
| Demis d'ouverture         |                    |                      |                     |                       |                 |
| Antoine Hastoy            | 4 juin 1997        | France               | 10 (31)             | Section paloise       | 2022            |
| Diego Jurd*               | 21 août 2006       | France               | -                   | Formé au club         | 2011            |
| Ihaia West                | 16 janvier 1992    | Nouvelle-Zélande     | -                   | RC Toulon             | 2023            |
| Centres                   |                    |                      |                     |                       |                 |
| Semi Lagivala             | 4 juin 2003        | Fidji                | -                   | Stade montois         | 2025            |
| Jonathan Danty            | 7 octobre 1992     | France               | 29 (30)             | Stade français Paris  | 2021            |
| Simeli Daunivucu*         | 12 février 2005    | France               | -                   | Formé au club         | 2023            |
| Jules Favre               | 22 mars 1999       | France               | -                   | Formé au club         | 2018            |
| Ulupano Seuteni           | 9 décembre 1993    | Samoa                | 13 (21)             | Union Bordeaux Bègles | 2022            |
| Ailiers                   |                    |                      |                     |                       |                 |
| Nathan Bollengier*        | 18 janvier 2004    | France               | -                   | Formé au club         | 2023            |
| Hoani Bosmorin*           | 27 décembre 2004   | France               | -                   | Formé au club         | 2023            |
| Dillyn Leyds              | 12 septembre 1992  | Afrique du Sud       | 10 (5)              | Stormers              | 2020            |
| Jack Nowell               | 11 avril 1993      | Angleterre           | 46 (70)             | Exeter Chiefs         | 2023            |
| Suliasi Vunivalu          | 27 novembre 1995   | Australie            | 7 (10)              | Queensland Reds       | 2024            |
| Arrières                  |                    |                      |                     |                       |                 |
| Davit Niniashvili         | 14 juillet 2002    | Géorgie              | 42 (109)            | Lyon OU               | 2025            |
| Ugo Pacome                | 1er mai 2005       | France               | -                   | Colomiers Rugby       | 2025            |

* =  Joueurs du Centre de Formation intégrés à l'effectif professionnel.

## Staff sportif
Le staff sportif complet du Stade rochelais pour la saison 2025-2026 :

### Entraîneurs
| Nom               | Rôle                                   | Nationalité sportive | Ancien club entraîné | Ancien joueur du club | Année d'arrivée dans le staff        |
| ----------------- | -------------------------------------- | -------------------- | -------------------- | --------------------- | ------------------------------------ |
| Ronan O'Gara      | Manager                                | Irlande              | Crusaders            | ❌                    | 2019                                 |
| Sébastien Boboul  | Entraîneur de l'attaque                | France               | -                    | ✔️                    | 2012 (espoirs) 2020 (professionnels) |
| Romain Carmignani | Entraîneur des avants et de la défense | France               | Limoges rugby        | ✔️                    | 2018 (espoirs) 2020 (professionnels) |
| Donnacha Ryan     | Entraîneur des avants                  | Irlande              | -                    | ❌                    | 2021                                 |
| Rémi Talès        | Entraîneur des arrières                | France               | Stade montois        | ✔️                    | 2023                                 |
| Uini Atonio       | Entraîneur de la mêlée                 | France               | -                    | ✔️                    | 2025                                 |
| Sean Dougall      | Attitude au contact                    | Irlande              | -                    | ❌                    | 2023                                 |
| Romain Sazy       | Préparation stratégique des matches    | France               | -                    | ✔️                    | 2023 (espoirs) 2025 (professionnels) |

| - Ludovic Humetz (médecin et responsable médical) - Pierre Guérin (médecin échographie) - Franck Victor (médecin traumatologie) - Lylian Barthuel (kinésithérapeute) - Thierry Lévèque (kinésithérapeute) - Willy Bidaud (kinésithérapeute) - Dominique Merlande (ostéopathe) - Bastien Hilaire (spécialiste BFR/ISO) - Laura Lubert (assistante médicale) | - Stephan Du Toit (responsable) - Florent Gibouin - Thibaud Hugueny - Adrien Vachon - Jean-Baptiste Paquet (responsable de l'accompagnement à la performance) - Luc Razafitsalama (data analyste) |

| - Florent Agounine - Matthieu Leroy | - Arnaud Dorier (team manager) - Frédéric Sarthou (intendant) - Patrick Guisembert (restauration) |

## Calendrier et résultats

### Top 14

#### Résumé
Les matches du Stade rochelais pour la saison de Top 14 2025-2026 :
| Date                   | Heure      | Domicile              | Score | Extérieur             | Stade                  | Diffusion TV       | Journée               | Classement |
| ---------------------- | ---------- | --------------------- | ----- | --------------------- | ---------------------- | ------------------ | --------------------- | ---------- |
| Phase aller du Top 14  |            |                       |       |                       |                        |                    |                       |            |
| 6 septembre 2025       | 21:05 CEST | Union Bordeaux Bègles | -     | Stade rochelais       | Stade Chaban-Delmas    | Canal+             | 1re journée de Top 14 |            |
| 13 septembre 2025      | 16:30 CEST | Stade rochelais       | -     | ASM Clermont          | Stade Marcel-Deflandre | Canal+ Canal+ Live | 2e journée de Top 14  |            |
| 21 septembre 2025      | 21:05 CEST | RC Toulon             | -     | Stade rochelais       | Stade Mayol            | Canal+             | 3e journée de Top 14  |            |
| 27 septembre 2025      | 16:30 CEST | Stade rochelais       | -     | USA Perpignan         | Stade Marcel-Deflandre | Canal+ Canal+ Live | 4e journée de Top 14  |            |
| octobre 2025           |            | Montpellier HR        | -     | Stade rochelais       | GGL Stadium            |                    | 5e journée de Top 14  |            |
| octobre 2025           |            | Stade français Paris  | -     | Stade rochelais       | Stade Jean-Bouin       |                    | 6e journée de Top 14  |            |
| octobre 2025           |            | Stade rochelais       | -     | US Montauban          | Stade Marcel-Deflandre |                    | 7e journée de Top 14  |            |
| octobre 2025           |            | Lyon OU               | -     | Stade rochelais       | Matmut Stadium Gerland |                    | 8e journée de Top 14  |            |
| novembre 2025          |            | Stade rochelais       | -     | Racing 92             | Stade Marcel-Deflandre |                    | 9e journée de Top 14  |            |
| novembre 2025          |            | Stade rochelais       | -     | Castres olympique     | Stade Marcel-Deflandre |                    | 10e journée de Top 14 |            |
| novembre 2025          |            | Section paloise       | -     | Stade rochelais       | Stade du Hameau        |                    | 11e journée de Top 14 |            |
| décembre 2025          |            | Stade rochelais       | -     | Aviron bayonnais      | Stade Marcel-Deflandre |                    | 12e journée de Top 14 |            |
| décembre 2025          |            | Stade toulousain      | -     | Stade rochelais       | Stade Ernest-Wallon    |                    | 13e journée de Top 14 |            |
| Phase retour du Top 14 |            |                       |       |                       |                        |                    |                       |            |
| janvier 2026           |            | Stade rochelais       | -     | RC Toulon             | Stade Marcel-Deflandre |                    | 14e journée de Top 14 |            |
| janvier 2026           |            | ASM Clermont          | -     | Stade rochelais       | Stade Marcel-Michelin  |                    | 15e journée de Top 14 |            |
| janvier 2026           |            | Stade rochelais       | -     | Lyon OU               | Stade Marcel-Deflandre |                    | 16e journée de Top 14 |            |
| février 2026           |            | Stade rochelais       | -     | Montpellier HR        | Stade Marcel-Deflandre |                    | 17e journée de Top 14 |            |
| février 2026           |            | Castres olympique     | -     | Stade rochelais       | Stade Pierre-Fabre     |                    | 18e journée de Top 14 |            |
| mars 2026              |            | Stade rochelais       | -     | Section paloise       | Stade Marcel-Deflandre |                    | 19e journée de Top 14 |            |
| mars 2026              |            | Aviron bayonnais      | -     | Stade rochelais       | Stade Jean-Dauger      |                    | 20e journée de Top 14 |            |
| avril 2026             |            | Stade rochelais       | -     | Union Bordeaux Bègles | Stade Marcel-Deflandre |                    | 21e journée de Top 14 |            |
| avril 2026             |            | USA Perpignan         | -     | Stade rochelais       | Stade Aimé-Giral       |                    | 22e journée de Top 14 |            |
| mai 2026               |            | Racing 92             | -     | Stade rochelais       | Paris La Défense Arena |                    | 23e journée de Top 14 |            |
| mai 2026               |            | Stade rochelais       | -     | Stade toulousain      | Stade Marcel-Deflandre |                    | 24e journée de Top 14 |            |
| mai 2026               |            | US Montauban          | -     | Stade rochelais       | Stade Sapiac           |                    | 25e journée de Top 14 |            |
| juin 2026              |            | Stade rochelais       | -     | Stade français Paris  | Stade Marcel-Deflandre |                    | 26e journée de Top 14 |            |

#### Statistiques

##### Meilleurs réalisateurs (Top 5)
| Rang | Joueur | Poste | Points | Essais | Transformations | Pénalités | Drops |
| ---- | ------ | ----- | ------ | ------ | --------------- | --------- | ----- |

##### Meilleurs buteurs
| Rang | Joueur | Poste | Points | Transformations | Pénalités | Drops |
| ---- | ------ | ----- | ------ | --------------- | --------- | ----- |

##### Meilleurs marqueurs
| Rang | Joueur | Poste | Essais |
| ---- | ------ | ----- | ------ |

### Champions Cup
Lors de la saison 2025-2026 de la Champions Cup le Stade rochelais fait partie de la poule 3 et est opposé aux anglais de  Leicester Tigers et des  Harlequin Football Club, aux irlandais du  Leinster Rugby et aux sud-africains de la franchise des  Stormers.

#### Résumé
Les matches du Stade rochelais de la Champions Cup 2025-2026 :
| Date                                        | Heure     | Domicile        | Score | Extérieur               | Stade                      | Diffusion TV | Journée                         | Classement |
| ------------------------------------------- | --------- | --------------- | ----- | ----------------------- | -------------------------- | ------------ | ------------------------------- | ---------- |
| Phase de groupes de Champions Cup (poule 3) |           |                 |       |                         |                            |              |                                 |            |
| 6 décembre 2025                             | 18:30 CET | Stade rochelais | -     | Leicester Tigers        | Stade Marcel-Deflandre     |              | 1re journée de la Champions Cup |            |
| 13 décembre 2025                            | 14:00 CET | Stormers        | -     | Stade rochelais         | Nelson Mandela Bay Stadium |              | 2e journée de la Champions Cup  |            |
| 10 janvier 2026                             | 18:30 CET | Leinster Rugby  | -     | Stade rochelais         | Aviva Stadium              |              | 3e journée de la Champions Cup  |            |
| 18 janvier 2026                             | 16:15 CET | Stade rochelais | -     | Harlequin Football Club | Stade Marcel-Deflandre     |              | 4e journée de la Champions Cup  |            |

#### Statistiques

##### Meilleurs réalisateurs (Top 5)
| Rang | Joueur | Poste | Points | Essais | Transformations | Pénalités | Drops |
| ---- | ------ | ----- | ------ | ------ | --------------- | --------- | ----- |

##### Meilleurs buteurs
| Rang | Joueur | Poste | Points | Transformations | Pénalités | Drops |
| ---- | ------ | ----- | ------ | --------------- | --------- | ----- |

##### Meilleurs marqueurs
| Rang | Joueur | Poste | Essais |
| ---- | ------ | ----- | ------ |

### Supersevens
Pour la cinquième édition du Supersevens la compétition de rugby à 7 se déroule en quatre étapes. Trois étapes qualificatives en août dans trois villes différentes :
- Mont-de-Marsan le 16 août au Stade André-et-Guy-Boniface
- Dax le 23 août au Stade Maurice-Boyau
- Pau le 30 août au Stade du Hameau

Au cours de chacune des 3 étapes de classement, 28 matches de deux fois 7 minutes sont disputées.
Les vainqueurs d'étape et les meilleures équipes du classement général de cette tournée estivale se retrouvent forment un top 8 pour ensuite  se disputer le titre de champion de France lors de la grande finale organisée en février 2026 à la Paris La Défense Arena. Les 14 équipes du Top 14 participent au tournoi ainsi que les Barbarians français et Monaco Rugby Sevens.
Benoit Chassaing, Lancelot Luteau et Baptiste Gatuingt qui entraîneront l'équipe pendant le tournoi du Supersevens.
| Nom                    | Naissance        | Nationalité sportive | Club                               | Sélection pour l'étape | Sélection pour l'étape | Sélection pour l'étape | Sélection pour l'étape |
| Nom                    | Naissance        | Nationalité sportive | Club                               | Mont-de-Marsan         | Dax                    | Pau                    |                        |
| ---------------------- | ---------------- | -------------------- | ---------------------------------- | ---------------------- | ---------------------- | ---------------------- | ---------------------- |
| Mouslimou Ali          | 11 août 2001     | France               | US Salles                          | ✔️                     | ❌                     |                        |                        |
| Romain Avinens         | 28 mars 2000     | France               | Union Barbezieux Jonzac            | ✔️                     | ✔️                     |                        |                        |
| Pierre Berthelot       | 19 avril 2006    | France               | Stade rochelais                    | ✔️                     | ❌                     |                        |                        |
| Oscar Boutez           | 21 novembre 2007 | France               | Stade rochelais                    | ✔️                     | ❌                     |                        |                        |
| Valentin Cougnaud      | 2 août 1997      | France               | Niort Rugby Club                   | ❌                     | ✔️                     |                        |                        |
| Nolhann Couillaud      | 8 décembre 2006  | France               | Stade rochelais                    | ✔️                     | ❌                     |                        |                        |
| Bryan Dimeck           | 3 juillet 1990   | France               | Rugby Club Puilboreau              | ❌                     | ✔️                     |                        |                        |
| Rémi Dubie             | 31 janvier 1996  | France               | Sport athlétique mauléonais        | ❌                     | ✔️                     |                        |                        |
| Sacha Elissalde        | 2007             | France               | Stade rochelais                    | ✔️                     | ❌                     |                        |                        |
| Mathéo Fleiter         | 13 juillet 2003  | France               | Niort Rugby Club                   | ❌                     | ✔️                     |                        |                        |
| Matthew Ford           | 16 avril 1991    | Angleterre           | Rugby Club de Drancy               | ✔️                     | ✔️                     |                        |                        |
| Kirill Fraindt         | 2006             | Russie               | Stade rochelais                    | ✔️                     | ❌                     |                        |                        |
| Louis Guyon            | 2002             | France               | Rugby Club Puilboreau              | ❌                     | ✔️                     |                        |                        |
| Jurguen Kamoto         | 13 mars 2006     | France               | Stade rochelais                    | ✔️                     | ❌                     |                        |                        |
| Noé Lebrun             | 2007             | France               | Stade rochelais                    | ✔️                     | ❌                     |                        |                        |
| Hugo Le Garrec         | 2003             | France               | Royan section rugby                | ❌                     | ✔️                     |                        |                        |
| William Masima         | 2001             | France               | Sport Athlétique Parthenaisien     | ❌                     | ✔️                     |                        |                        |
| Iké Mabope Anagu       | 2 mars 2003      | Irlande              | Stade rochelais                    | ✔️                     | ✔️                     |                        |                        |
| Tom Marche             | 10 juin 2002     | France               | Niort Rugby Club                   | ❌                     | ✔️                     |                        |                        |
| Loan Moulis            | 29 avril 2002    | France               | US Cognac Rugby                    | ❌                     | ✔️                     |                        |                        |
| Victor Olivier         | 31 août 2001     | France               | Union sportive montalbanaise       | ✔️                     | ✔️                     |                        |                        |
| Victor Ramade          | 1996             | France               | Club athlétique Périgueux Dordogne | ❌                     | ✔️                     |                        |                        |
| Joris Reynes           | 2 novembre 2005  | France               | Stade rochelais                    | ❌                     | ✔️                     |                        |                        |
| Maxime Thomas          | 20 février 2005  | France               | Stade rochelais                    | ✔️                     | ❌                     |                        |                        |
| Peni Tauro Vuetimaiwai | 15 mars 2006     | Fidji                | Stade rochelais                    | ✔️                     | ❌                     |                        |                        |

#### Étape de Mont-de-Marsan
L'étape de Mont-de-Marsan se déroule le 16 août 2025 au Stade André-et-Guy-Boniface :
| Équipe 1          | Score   | Équipe 2              | Catégorie                    |
| ----------------- | ------- | --------------------- | ---------------------------- |
| Stade rochelais   | 0 - 14  | Union Bordeaux Bègles | 1/8 de finale                |
| Castres Olympique | 17 - 12 | Stade rochelais       | Match de classement (9e-16e) |

À l'issue de la première étape du tournoi, le Stade rochelais se classe à la 13e place du classement général.

#### Étape de Dax
L'étape de Dax se déroule le 23 août 2025 au Stade Maurice-Boyau :
| Équipe 1        | Score | Équipe 2         | Catégorie     |
| --------------- | ----- | ---------------- | ------------- |
| Stade rochelais | -     | Aviron bayonnais | 1/8 de finale |

#### Étape de Pau
L'étape de Pau se déroule le 30 août 2025 au Stade du Hameau :
| Équipe 1 | Score | Équipe 2 | Catégorie     |
| -------- | ----- | -------- | ------------- |
|          | -     |          | 1/8 de finale |

## Sélections internationales
| Joueur       | Pays      | Poste          | Appelés pour les compétitions | Appelés pour les compétitions | Appelés pour les compétitions | Appelés pour les compétitions | Sélections (points) |
| Joueur       | Pays      | Poste          | The Rugby Championship 2025   | Tournée d'automne 2025        | Tournoi des Six Nations 2026  | Tournée d'été 2026            | Sélections (points) |
| ------------ | --------- | -------------- | ----------------------------- | ----------------------------- | ----------------------------- | ----------------------------- | ------------------- |
| Joel Sclavi  | Argentine | Pilier         | [ 5 ]                         |                               |                               |                               | 1 (0)               |
| Will Skelton | Australie | Deuxième ligne | [ 6 ]                         |                               |                               | 1 (0)                         |                     |